# Universal Studios Hollywood
Universal Studios Hollywood es un estudio de cine y parque de atracciones ubicado en Hollywood, en la ciudad de Los Ángeles, California, Estados Unidos. Es el parque temático de Universal en Hollywood y el más antiguo de los parques temáticos de Universal Studios. Es uno de los más famosos estudios cinematográficos de Hollywood todavía en uso. Su título oficial de comercialización es "La capital del Entretenimiento en Los Ángeles". Es el primero de otros muchos parques temáticos Universal Studios, como Universal Studios Florida, Universal Studios Japan, Universal Studios Singapore y Universal Studios Beijing.

## Historia

### Incendio
El 1 de junio de 2008 se produjo un incendio de grandes proporciones en Universal Studios, afectando fundamentalmente parte de oficinas, set de filmaciones y construcciones para depósito de materiales de la empresa cinematográfica, situada en Los Ángeles, temiéndose su propagación. Por lo tanto, y con suma premura, se realiza un operativo donde actúan entre 300 a 400 bomberos y dos helicópteros hidrantes, a fin de evitar que las llamas se extiendan a bosques cercanos, como también al parque temático, que posee un innumerable despliegue de variados escenarios. Las mencionadas dotaciones de bomberos actuaron enérgicamente contra el fuego y oportunamente informaron que no se conocía que hubiese habido víctimas o personas heridas por esta situación, aunque finalmente se terminó confirmando que solamente tres bomberos sufrieron consecuencias no graves. Declaraciones de policía y bomberos, en su momento provisionales, estimaron posible –como causa del siniestro– un probable cortocircuito eléctrico en un sector donde se realizan efectos de sonido, aunque no se descartó la posibilidad de un atentado, habida cuenta de que fuentes locales manifestaron que se habían recibido amenazas de bomba en el lugar. Esta última información finalmente fue descartada.
Pasadas las horas, el foco de fuego pudo ser controlado con el resultado de tres bomberos lesionados. Se supo además que la mayor parte de lo destruido correspondía a algunos escenarios de filmación, entre los cuales obraba una réplica de ciertas calles de la ciudad de Nueva York, una iglesia que –adaptándola– se utilizaba para diferentes films, los escenarios donde se filmó la película King Kong, la plaza que se utilizó en la filmación de la película Back to the Future, el famoso motel que fue escenario de la película de Alfred Hitchcock Psicosis, y otros sets de características análogas. Otras de las cosas de valor artístico que se han perdido consiste en un número de 40.000 a 50.000 videos y películas que eran patrimonio cultural de dichos estudios. Sobre esta pérdida de material filmográfico se escuchó decir por parte de un directivo de la Universal que era pasible de recuperarse. Si bien la catástrofe fue de tremenda magnitud, esto no impidió que el parque temático como el centro comercial City Walk, que suelen estar habilitados para visitantes –tanto locales como turísticos–, abrieran sus puertas como lo hacen habitualmente. Asimismo se cumplió con la realización de una entrega de premios "Movie Awards" correspondientes a MTV, que tampoco fue suspendida; estando solamente restringida la entrada al sector afectado por el incendio.
En junio de 2019, un reportaje de The New York Times dejó al descubierto que el fuego también destruyó el Edificio 6197, almacén cercano a la atracción de King Kong y archivo de masters de cintas de audio, así como acetatos y obras para gramófono. Estas cintas pertenecían al catálogo de Universal Music y discográficas absorbidas, tales como Chess, Decca, MCA, Geffen, Interscope, A&M o Impulse. Las pérdidas se estiman entre 118.000 a 175.000 obras, incluyendo no solo obras publicadas, sino también tomas extras o demos.

## Atracciones
Universal Studios Hollywood oferce un tour por los sitios en donde se filman varias peliculas y series de televisíon. Juegos mecanicos incluye, "Jurassic World the Ride", antes "Jurassic Park the Ride", "Transformers the Ride", "The Mummy the Ride", "The Simpsons Ride", "Harry Potter" y "King Kong 360". 

## Estaciones de televisión
Las afiliadas de NBC (KNBC) y Telemundo (KVEA) en Los Ángeles mudaron sus operaciones a Universal City en 2014. El centro de noticias se llama Brokaw News Center en honor al ex-presentador de noticiero NBC Nightly News, Tom Brokaw.